# Прядеїна
Пряде́їна (рос. Прядеина) — присілок у складі Ірбітського міського округу Свердловської області.
Населення — 113 осіб (2010, 162 у 2002).
Національний склад населення станом на 2002 рік: росіяни — 99 %.